# 北京市门头沟区马栏林场
北京市门头沟区马栏林场，通常称马栏林场，位于中华人民共和国北京市门头沟区斋堂镇境内，建立于1976年，1996年辟为北京市市级森林公园“马栏森林公园”，2017年划归百花山国家级自然保护区管理处管理。

## 历史
马栏林场始建于1976年，经营总面积0.69万亩（460.0公顷），有林地面积409.3公顷，现属北京百花山国家级自然保护区管理处管理。
1999年6月9日，马栏林场被北京市政府辟为市级森林公园“马栏森林公园”，归北京市林业局管理。马栏森林公园总面积5547亩，森林覆盖率98%，有茂密的森林，并生长着野生菌类和山茶叶。林场内有马栏山最高峰老龙窝，海拔1646米。马栏山半山坡的马栏台，即马栏地质遗迹，是一个300亩左右的小平原，有200万年前百花山冰河期堆积层形成的大片马栏黄土和各色火山岩，有马栏黄土剖面可供学者、地质爱好者、学生、游客参观。另外，还有水浒岗、木栈道、丁香谷、下河水库等认为景点可以游览。年均气温9-10摄氏度，年降水量700毫米以上，公园内水壶港大沟常年流水。从生活区到山顶均有水质极好的清泉分布，空气中负氧离子含量为4-5级。
2007年5月3日下午，马栏林场发生山火，门头沟区政府和驻地部队组织上千人上山灭火，至4日凌晨6时35分被彻底扑灭，未发生人员伤亡。据调查，火情是马栏林场附近变压器电打火引起，经门头沟区林业局派人核查，过火面积50亩，其中有林地面积10亩。
2017年12月7日，门头沟区园林绿化局组织交接会，将所属该局管理的北京市门头沟区小龙门林场、北京市门头沟区马栏林场和北京市门头沟区清水林场，统一划入百花山国家级自然保护区管理处管理。